# Магнолиевый лесной певун
Магнолиевый лесной певун (лат. Setophaga magnolia) — вид птиц семейства древесницевых.

## Описание
У самца чёрная маска. От глаз до ушей проходит белая полоса. Голова и область затылка серые. От горла вниз до брюха оперение жёлтое, начиная от груди вниз и по бокам с чёрными полосами. Верхняя часть тела от чёрно-серого до серого цвета. На кроющих крыла находятся большие белые пятна. На перьях хвоста расположена белая полоса. Маленький клюв чёрный, тонкий и острый. Оперение самки в целом более тусклое, маска лица сероватая, а полосы по бокам и на нижней части тела не так сильно выражены как у самца.

## Распространение
Области гнездования находятся часто в хвойных лесах в Северной Америке, от Канады через Новую Англию до Великих озёр. Зимой мигрирует в Центральную Америку. Редкий залётный вид в Западной Европе.

## Питание
Птицы питаются преимущественно насекомыми, которых они ищут вблизи земли на кустах. Иногда поедают также ягоды и плоды.

## Размножение
В чашеобразное гнездо самка кладёт от 3-х до 5-и яиц, высиживание которых длится от 11 до 13 дней. Примерно через 8—10 дней птенцы становятся самостоятельными.